# 四十一炮
《四十一炮》，寻根文学作家莫言的长篇小说之一，小说以改革开放为背景，以农村改革派和保守派之间的斗争为矛盾展开故事，讲述了人性真善美、伦理、道德等美好的精神。

## 内容
五通神庙的五通神，他们代表着肉欲，庙里住着一个老和尚，他原本是中国国民党的军官，嗜好肉欲，以占有数名女子为本领炫耀，但是之后却出家为僧，遁入空门。
通过主人公“我”的所见所闻，村长老兰、我父亲罗通和母亲杨玉珍等人周围生活，写出了改革开放后农村的精神面貌。

## 艺术特色
小说用乡土气息和民间语言，结合了拉丁美洲的魔幻现实主义，幽默风趣。

## 主要人物
- 老兰。村长，因改革开放而富有，有钱有势，深得上级领导欢心，对上谄媚，对下高压；经商卖猪肉却注水，没有诚信；生活不检点，玷污了全村的风流女人，代表邪恶和黑暗。
- 罗通。父亲，为人保守，看不惯歌舞升平、笑贫不笑娼的社会，但是也注定被社会淘汰。
- 杨玉珍。母亲，为人没有是非观念，别人说什么就跟风说什么，不管社会秩序、官场生态、人品好坏，只求过“太平犬”的安定生活。

## 奖项
第2届华语文学传媒大奖年度杰出成就奖。
福冈亚洲文化奖。